# Jimmy Briceño
Jimmy José Briceño Castro, ook geschreven als Yimmi of Jimmi, (Barinas, 15 april 1986) is een Venezolaans wielrenner. Nadat hij in 2014 de Ronde van Táchira op zijn naam had geschreven leek hij een contract te mogen tekenen bij Androni Giocattoli-Venezuela, maar door een afwijkende hematocriet-waarde kwam hij niet door de medische keuring en ketste het contract af. 
Gedurende zijn carrière wist hij enkel nog UCI-overwinningen te behalen in zijn thuisland Venezuela; zo schreef hij al drie keer de Ronde van Táchira op zijn naam, al moest hij uiteindelijk zijn overwinning in 2014 inleveren.

## Belangrijkste overwinningen
2010
11e etappe Ronde van Táchira
2012
8e etappe Ronde van Táchira
Eind- en puntenklassement Ronde van Táchira
2014
5e etappe Ronde van Táchira
Eindklassement Ronde van Táchira
2017
9e etappe Ronde van Táchira
2019
6e etappe Ronde van Táchira
Eindklassement Ronde van Táchira

## Ploegen
- 2017 –  China Continental Team of Gansu Bank (vanaf 15-05)